# Native Love (Step by Step)
A Native Love (Step by Step) című kislemez az amerikai Divine 1982-ben megjelent kislemeze a The Story So Far című albumról. A dalból 1984-ben remix is készült, illetve 1990-ben kiadásra került maxi CD lemezen is,

## Megjelenések
12"  Polydor 2812 117 (1982)
- A - Native Love (Step By Step) (Part I) - 3:50
- B - Native Love (Step By Step) (Part II) - 4:00

12"  Trebol TI 70822 (1982)
- A - Amor Nativo '84 (Native Love '84)	5:20
- B - Amor Nativo '84 (Native Love '84)	5:14

CD Maxi  Down Town 00378-8 (1990)
- 1 - Native Love (Techno Bomb Remix) - 5:14
- 2 - Techno Bomb - 2:40
- 3 - Native Love (Original Version) - 3:59
- 4 - Native Love (Disconet Remix - Incl. Mystery Breaks) - 4:23

## Slágerlista
| Slágerlista (1982)        | Legmagasabb helyezések |
| ------------------------- | ---------------------- |
| Dutch Singles Chart       | 28                     |
| U.S. Hot Dance Club Songs | 21                     |